# Meltem Hocaoğlu
Meltem Hocaoğlu (Istanbul, 15 de gener de 1992) és una karateca turca, subcampiona d'Europa. Va rebre una medalla de plata al Campionat Europeu de Karate 2015 a Istanbul, Turquia en kumite, +68 kg. També va guanyar dues medalles de plata als Jocs Europeus de 2015 (Bakú) i als Jocs Europeus de 2019 (Minsk) i una medalla d'or en els XVII. Jocs Mediterranis a Mersin. Hocaoğlu va ser esportista del club esportiu Pendik Doğuş SK del districte istanbulita de Pendik i de l'İstanbul Büyükşehir Belediyespor.